# Mind in Comfort and Ease – The Vision of Enlightenment in the Great Perfection
A Mind in Comfort and Ease – The Vision of Enlightenment in the Great Perfection (magyarul: A tudat kényelemben és nyugalomban – a megvilágosodás víziója a nagy tökéletességben) című könyvben a 14. dalai láma, Tendzin Gyaco elmagyarázza a buddhizmus fő elveit, bemutatja, miképp alakítható a tudat, hogyan szüntethető meg a szenvedés (dukkha), szereteten, együttérzésen és a valóság természetének megértésén keresztül. A buddhista ösvény tiszta áttekintésén és a saját tapasztalatain keresztül a dalai láma hasznos és praktikus tanácsokat ad a hétköznapi életre. A magas rangú tibeti buddhista mester részletesen bemutatja a nagy tökéletesség, azaz a dzogcsen tanításait. Ehhez felhasználja Longcsen Rabdzsam dzogcsen mester egyik művét, amelynek címe Finding Comfort and Ease in Meditation on the Great Perfection (Komfortot és könnyedséget találni a nagy tökéletesség meditációjában).

## Háttere
A dalai láma tanítása eredetileg 2000-ben hangzott el Franciaországban mintegy tízezer ember előtt. Az eseményen részt vevő Szögyal Rinpocse a következőket mondta: „Mindannyiunkat meghatott a tanítások mélysége, vonatkozása és elérhetősége. Voltak akik szerint ez volt életük legkiválóbb előadása. Ezeket a tanításokat hallani tőle egy egész élet legnagyobb lehetősége volt.” A könyvben jól bemutatja, hogyan ötvöződik a dalai láma tanításaiban a legnagyobb bölcsesség a legmélyebb együttérzéssel és emberséggel.
Magyar nyelvű fordítása nem jelent meg.